# Alessandro Talotti
Alessandro Talotti (né le 7 octobre 1980 à Udine et mort dans la même ville le 16 mai 2021 d'un cancer de l'estomac) est un athlète italien, spécialiste du saut en hauteur.

## Biographie
Alessandro Talotti est né à Udine en 1980.
Au cours de sa carrière, il a participé aux jeux olympiques d'Athènes 2004 et de Pékin 2008. Son record en salle est de 2,32 m et, en 2002, il a terminé quatrième aux championnats européens. À plusieurs reprises il a raconté son combat contre la tumeur qui l'a frappé.
Alessandro Talotti est mort à Udine le 16 mai 2021.

## Palmarès
| Date | Compétition                         | Lieu          | Résultat | Marque |
| ---- | ----------------------------------- | ------------- | -------- | ------ |
| 2002 | Championnats d'Europe               | Munich        | 4e       | 2,27 m |
| 2003 | Coupe d'Europe des nations en salle | Leipzig       | 1er      | 2,28 m |
| 2004 | Jeux olympiques                     | Athènes       | 12e      | 2,25 m |
| 2005 | Championnats d'Europe en salle      | Madrid        | qual.    | 2,27 m |
| 2005 | Championnats du monde               | Helsinki      | qual.    | NM     |
| 2008 | Jeux olympiques                     | Pékin         | qual.    | 2,20 m |
| 2009 | Finale mondiale                     | Thessalonique | 6e       | 2,26 m |

## Records
| Épreuve         | Épreuve      | Performance | Lieu                                  | Date                                                         |
| --------------- | ------------ | ----------- | ------------------------------------- | ------------------------------------------------------------ |
| Saut en hauteur | En plein air | 2,30 m      | Florence Formia Naples Formia Viersen | 21 juin 2003 22 mai 2004 8 juin 2004 7 août 2004 8 juin 2008 |
| Saut en hauteur | En salle     | 2,32 m      | Glasgow                               | 29 janvier 2005                                              |